# Emil von Gutzmerow

Emil von Gutzmerow

Emil Friedrich Wilhelm Karl von Gutzmerow (* 29. März 1821 in Königsberg; † 26. März 1906 in Berlin) war Kammerherr der Königin bzw. Kaiserin Augusta, Standesherr auf Schloss Groß Leuthen und Mitglied des Preußischen Herrenhauses.

## Leben

### Herkunft

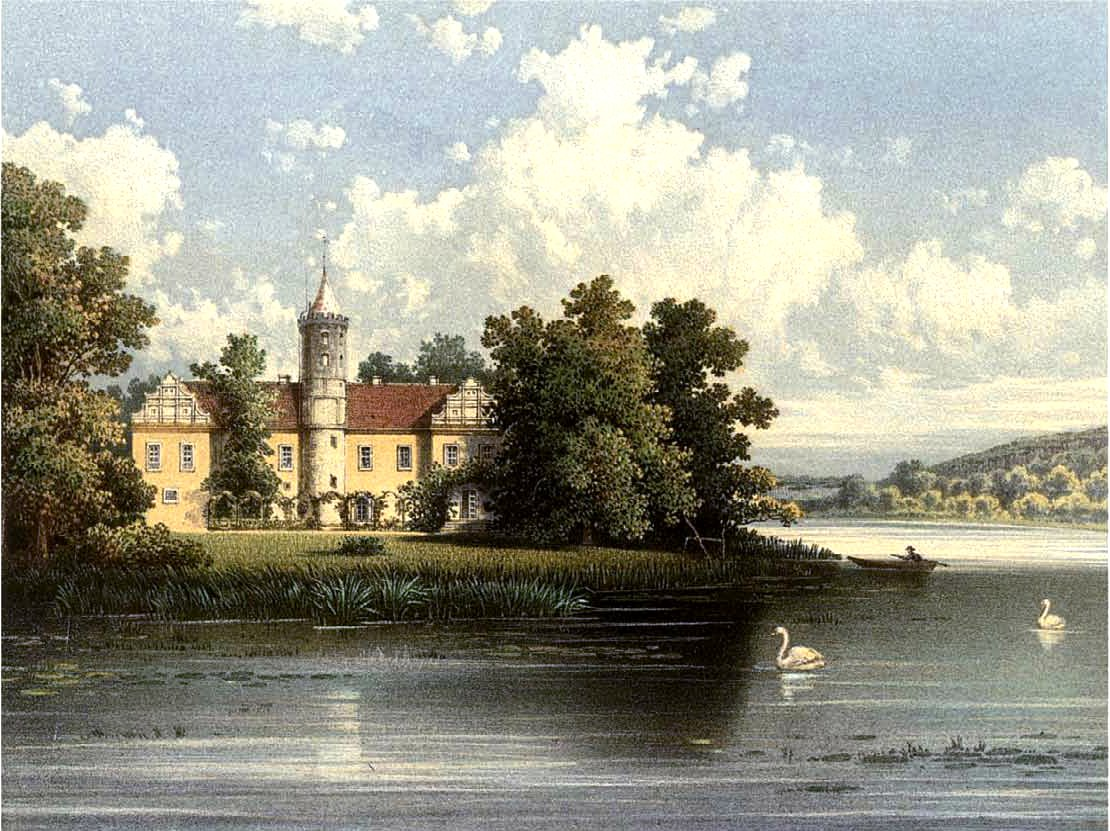
Schloss Leuthen um 1860/61 aus der Sammlung Duncker

Er entstammte dem pommerschen Adelsgeschlecht von Gutzmerow, seine Eltern waren der preußische Oberstleutnant Heinrich von Gutzmerow (1785–1861) und Friederike Kundenreich (1795–1877).

### Werdegang
Gutzmerow beschritt zunächst die Offizierslaufbahn in der Preußischen Armee. Am 18. September 1839 stand er im Rang eines Sekondeleutnant im Garde-Kürassier-Regiment, avancierte am 12. Oktober 1850 zum Premierleutnant und am 8. Juli 1854 zum Rittmeister. Sein Abschied wurde ihm am 10. Februar 1855 mit Pension und der Erlaubnis zum Tragen der Regimentsuniform bewilligt.
Er war dann Schlosshauptmann in Königs Wusterhausen sowie Kammerherr der preußischen Königin und nachmaligen deutschen Kaiserin Augusta.
Nachdem ihm schon das Gut Groß Leine gehörte, erwarb er 1855 für 179.000 Taler die angrenzende Standesherrschaft Groß Leuthen und vereinigte beide Besitzungen. Nach diesem Erwerb und als nunmehr qualifizierter Standesherrschaftsbesitzer wurde er nach der Verordnung vom 3. Februar 1847 mit Sitz und Stimme in die Herrenkurie des vereinigten Landtags berufen. Durch Allerhöchsten Erlass vom 1. Dezember 1855 wurde ihm ein erblicher Sitz im preußischen Herrenhaus verliehen, in das er am 12. Januar 1856 eingetreten ist. Ihm stand die Anrede Exzellenz zu.
Er ließ die Kirche in Groß Leuthen (heute: Märkische Heide) renovieren und am 1. November 1857 dem Gottesdienst übergeben. Auf dem Friedhof in Groß Leuten befindet sich das ebenfalls durch ihn errichtete Erbbegräbnis für mehrere Angehörige der Familie von Gutzmerow. Es ist ein kleiner Zentralbau mit kreuzförmig angeordneten Anräumen. Das Kapellengewölbe wurde noch 1905 ausgemalt.
Sein Besitztum Groß Leuthen hatte um 1880 nach dem Generaladressbuch der preußischen Rittergutsbesitzer eine konkrete Größe von 2001,90 ha Land, davon waren 138,83 ha Wasser und 937,92 ha Wald.
Gutzmerow war Ritter II. Klasse mit Stern des Kronen-Orden, Komtur des Hausordens der Wendischen Krone und Rechtsritter des Johanniterordens. Dem Orden trat er bereits 1856 bei, als Mitglied der Provinzial-Genossenschaft Brandenburg.

### Familie
Er vermählte sich in erster Ehe am 18. Mai 1854 in Berlin mit Freiin Helene von Brenn (* 4. April 1825 in Potsdam; † 9. Oktober 1902 in Leuthen), verwitwete Wolf von Wurmb (* 1. August 1822 in Kölleda; † 4. März 1852 in Sondershausen) und Tochter des preußischen Staatsministers Gustav von Brenn. In zweiter Ehe verband sich Gutzmerow am 12. März 1903 mit Freiin Margarethe von Uslar-Gleichen (* 28. September 1866 in Hildesheim; † 30. Mai 1914 in Breslau). Beiden Ehen blieben kinderlos, wodurch Emil von Gutzmerow, den Mannesstamm seines Geschlechts beschloss.